# Wattia sessilis
Wattia sessilis là một loài ruồi trong họ Tachinidae.